# Santa & Cole
Santa & Cole es una empresa fundada en Barcelona en el año 1985 por Javier Nieto Santa (n. 1955), Gabriel Ordeig Cole (1954-1994) y Nina Masó (1956-2023) con raíces en Belloch, dedicada a la edición de productos de diseño.

## Inicios
Santa & Cole nació en la calle Santísima Trinidad del Monte en Sarriá (Barcelona) como una editora de objetos de diseño contemporáneo. Es decir, al igual que sucede en una editorial de libros pero, en este caso, con objetos. Santa & Cole ha construido y gestionado un catálogo reconocido subcontratando la totalidad de su producción industrial, lo más próximo posible a su sede en Parc de Belloch (Barcelona), y protegiendo siempre la propiedad intelectual de sus autores. 
Desde sus inicios ha contado con la colaboración de una multitud de diseñadores y ha mantenido unos criterios de selección propios de la escuela Bauhaus: solidez constructiva, sobriedad estética y calidad funcional.
Los socios fundadores fueron Javier Nieto Santa, que provenía del mundo de la edición de libros, y la pareja compuesta por la interiorista Nina Masó y el diseñador e interiorista Gabriel Ordeig Cole. 

## Iluminación y mobiliario de interior
Santa & Cole empezó reeditando lámparas de autores españoles del momento con piezas de Antoni de Moragas, la TMM o la Cesta de Miguel Milá, la luz de alabastro Babel de Angel Jové y Santiago Roqueta, la Colilla de Carles Riart, la Lamparaprima de Pete Sans o la Zeleste de Roqueta, entre otros. 
En 1989, la editora inauguró otra línea que recuperaba los diseños históricos perdidos de Antoni Gaudí y Lluís Domènech i Montaner.

Además, fue editando lámparas propias, como La Bella Durmiente (1987) de Nina Masó y Gabriel Ordeig y de otros autores como la Lámpara Básica (1987) de sobremesa de Santiago Roqueta o la Lámpara de pie GATCPAC (1995). 
"A los tres años de su apertura, su capital había aumentado de tres millones de pesetas (aportados, como suele suceder, por los propios fundadores) a tres veces esa cantidad. En 1989 abrían diez salas de exposiciones en otros tantos lugares de España, y se habían convertido en los distribuidores exclusivos de las muy prestigiosas instalaciones de cocina fabricadas por la firma alemana Bulthaup". 
Hoy, su catálogo abarca diseños clásicos y contemporáneos que representan casi noventa años de la historia del diseño. Santa & Cole ha colaborado con más de noventa autores entre los cuales figuran nombres internacionales como Vico Magistretti, Arne Jacobsen o Philippe Starck y también nombres nacionales como Antoni Arola, Miguel Milá, Ramón Bigas Balcells, André Ricard, Federico Correa, Ferran Freixa, Carles Riart Lobo, Torres Clavé, entre otros.
Además, en 1994 Santa & Cole incorporó el catálogo de la desaparecida editora Disform, que fue Premio Nacional de Diseño en 1990, primero como colección autónoma y después integrado en su "Fondo Contemporáneo".

## Iluminación y mobiliario urbano
Con el fin de poner a punto la ciudad de Barcelona para los Juegos Olímpicos de 1992, Santa & Cole dio asistencia a los diseñadores, técnicos municipales y arquitectos en la producción de proyectos urbanos, conformándose de este modo el primer catálogo de elementos urbanos de la editora. 
Los arquitectos Beth Galí y Màrius Quintana fueron los primeros responsables de la serie urbana y han colaborado autores como Miguel Milá, Montse Periel, Enric Alcalde y Joan Roig, Gonzalo Milá o Ramon Benedito, entre muchos otros.
Desde entonces, la división urbana siguió creciendo hasta representar en 2010 el 70 % del negocio. En 2018, se distinguió como entidad propia y distinta de Santa & Cole bajo el nombre de Urbidermis aunque dentro del mismo holding, Intramundana. 

## Belloch Ediciones
Desde el 1991, Belloch Ediciones es la editorial de libros del grupo Santa & Cole. Esta presenta dos colecciones: 
- Biografías de Diseño: Monografías sobre diseñadores cuya obra debiera ser un referente para las generaciones presentes y futuras. Los textos siendo encargados a grandes conocedores de los biografiados.
- Los ojos fértiles: Abarca una temática más amplia y libre, con ensayos sobre diseño y reflexiones de orientación más sociológica o incluso filosófica.

## Arte
En 2020, Santa & Cole extrapola su vocación editora al mundo del arte. Igual que las lámparas y el mobiliario, el arte también es cultural material. 
Su fondo incluye piezas únicas y originales, litografías o series limitadas y Neoseries. Poniendo por primera vez los derechos de propiedad intelectual en el centro del negocio del arte, Santa & Cole presenta las Neoseries: reproducciones de obras de arte certificadas por sus artistas, realizadas con una técnica puntera que replica de forma idéntica el formato, textura y color de la obra original de la que proceden. Así, logra que el disfrute de la experiencia estética deje de limitarse a un único ejemplar.

## Milagro Luthiers
En 2020 también aparecen los nuevos luthiers de Santa & Cole para la fabricación de instrumentos musicales, donde su nombre pretende describir el prodigio de su creación: Milagro.
Milagro fusiona el oficio tradicional del artesano que trabaja con las manos con la innovación y el desarrollo. Conscientes de las limitaciones de la madera, busca las virtudes de nuevos materiales compuestos que puedan suplir estas carencias. A través de la tecnología de medición UHMAA, logra comprender el comportamiento acústico de los instrumentos y sus materiales. Así, ha desarrollado dos nuevos materiales compuestos: Carbon Fibre Acoustic Spine y Linen Fibre Acoustic Spine.

## Premios a Santa & Cole
- 1999, Premio Nacional de Diseño,[5] del Ministerio de Industria, Turismo y Comercio y la Fundación BCD (Barcelona Centro de Diseño): por su innovación empresarial basada en la permanente colaboración con diseñadores, conduciendo a una excelente difusión del diseño en nuestro país. A destacar la relevancia de su mobiliario urbano, de las publicaciones en colaboración con la Universidad y de la recuperación de diseños históricos.
- 2006-2007, Premios Príncipe Felipe a la Excelencia Empresarial.[6]
- 2007, Design Management Europe Award: una iniciativa de la Comisión Europea que reconoce y promueve entre empresas e instituciones los beneficios económicos, sociales y emocionales de una buena gestión del diseño. Santa & Cole recibió el tercer premio en la categoría de mediana empresa europea.[7]
- 2012, International Contemporary Furniture Fair: Santa & Cole es escogida como Mejor empresa de Iluminación (Best Lighting Company).[8]
- 2015, sello PYME innovadora Archivado el 2 de junio de 2021 en Wayback Machine. otorgado por el Ministerio de Economía y Competitividad de España.

## Premios a lámparas y mobiliario
- TMC. Miguel Milá. ADI-FAD Delta de Oro, Barcelona 1961.
- Nagoya. Ferran Freixa. ADI-FAD Delta de Oro, Barcelona1961.
- M64. Miguel Milá. ADI-FAD Delta de Oro (Max Bill original), Barcelona 1964
- Moragas. Antoni de Moragas. Premio Nuevo Estilo, Madrid 1992.
- Sistema Fonda. Gabriel Ordeig Cole. ADI-FAD Selección, Barcelona 1995.
- Nimba. Antoni Arola. ADI-FAD Selección, Barcelona 1997.
- Moaré. Antoni Arola. ADI-FAD Selección, Barcelona 2005.
- Belloch. Estudio Lagranja. Global Excellence Award: IIDA, Chicago 2009.
- Oco. Causas Externas. ADI-FAD Selección, Barcelona 2011.
- BlanchoWhite C1/R3. Antoni Arola. RED DOTE DESIGN AWARD, Essen 2012.
- BlanchoWhite C1/R3. Antoni Arola. ADI-FAD Delta de Plata, Barcelona 2012.
- HeadHat Plate + HeadLed System. Equipo Santa & Cole. RED DOTE DESIGN AWARD, Essen 2013.
- HeadHat Plate + HeadLed System. Equipo Santa & Cole. ADI-FAD Delta de Oro, Barcelona 2013.
- M64. Miguel Milá. ADI-FAD Delta de Oro, Barcelona 2013.
- Tekiò. Anthony Dickens. ADI-FAD Delta de Oro, Barcelona 2018.
- Lámina. Antoni Arola. ADI-FAD Delta de Plata, Barcelona 2020.